# Damian Schulz
Damian Marcin Schulz (ur. 26 lutego 1990 w Lęborku) – polski siatkarz, reprezentant kraju, grający na pozycji atakującego. 

## Sukcesy klubowe
Puchar Polski:
- 2015[8], 2018

PlusLiga:
- 2015
- 2018

Superpuchar Polski:
- 2015

## Sukcesy reprezentacyjne
Mistrzostwa Świata:
- 2018

## Nagrody indywidualne, Wyróżnienia
- 2017: Najlepszy atakujący XII Memoriału Zdzisława Ambroziaka
- 2018: MVP turnieju finałowego Pucharu Polski

## Odznaczenia
- Złoty Krzyż Zasługi (2018)[9]